# Clemensia philodena
Clemensia philodena là một loài bướm đêm thuộc phân họ Arctiinae, họ Erebidae.